# گواهی‌نامه رانندگی (فیلم ۱۹۸۸)
گواهی‌نامه رانندگی (به انگلیسی: License to Drive) فیلمی محصول سال ۱۹۸۸ و به کارگردانی گرگ بی‌من است. در این فیلم بازیگرانی همچون کوری هایم، کوری فلدمن، کارول کین، ریچارد ماسور، هدر گراهام، پارلی بائر، نینا شیماشکو، جیمز اوری، گرانت هسلوف، مایکل انسین و هلن هنف ایفای نقش کرده‌اند.